# Henri de Lubac
Henri-Marie kardinál de Lubac SJ (20. února 1896 – 4. září 1991) byl francouzský jezuita, kněz a kardinál římskokatolické církve. Je považován za jednoho z nejvlivnějších teologů 20. století. Jeho spisy a studie sehrály klíčovou roli při utváření učení Druhého vatikánského koncilu.

## Raná léta
Henri de Lubac se narodil v Cambrai do starobylé a vznešené rodiny z Ardèche. Jeho otec byl bankéř. Ve svých 17 letech, 9. října 1913, de Lubac vstupuje do noviciátu k Tovaryšstvu Ježíšovu v Lyonu. Vzhledem k politické situaci v tehdejší Francii se škola, kde de Lubac studoval než byl povolán do armády v roce 1914, nacházela v St. Leonard’s on Sea ve východním Sussexu. Ve Verdunu během I. světové války utrpěl těžké zranění hlavy a vrátil se zpět k jezuitům a pokračoval ve studiích filosofie, nejprve v Canterbury a poté v roce 1920 v St. Heliem v Persey. V roce 1924, po roce vyučování na jezuitské universitě v Mongré, Nord-Pas-de-Calais, se de Lubac vrátil do Anglie a započal svá teologická studia v Hastingsu ve východním Sussexu. V roce 1926 se vyučování vrátilo zpátky do Fourviere v Lyonu, kde de Lubac dokončil zbývající 2 roky svých studií teologie, než v roce 1929 začal sám přednášet na teologické fakultě v Lyonu. Jeho dlouhá doba studia byla dána především jeho chatrným zdravím, které mu ve studiu bránilo. Na kněze byl vysvěcen 22. srpna 1927 a v tomtéž roce získal doktorát z teologie na Papežské universitě Gregoriana v Římě.
De Lubac působil jako profesor fundamentální teologie na katolické universitě v Lyonu (Université catholique de Lyon) od roku 1929 do roku 1961, s výjimkou II. světové války, kdy byl zatlačen do podzemí kvůli jeho aktivitám v hnutí résistance, odporu proti německým okupantům.
Jeho první kniha byla publikována v roce 1938 a byla následována řadou dalších, než mu bylo v roce 1950, po věroučných námitkách k jeho dílu Nadpřirozeno (Le Surnaturel), další vydávání a vyučování jeho jezuitským superiorem zakázáno. Jeho pravověrnost byla zpochybňována poté, co ukázal, že Francisco Suárez, oblíbená autorita novotomistů, ve skutečnosti komentoval nějaká díla Tomáše Akvinského, která byla plagiáty. De Lubac zákazu uposlechl. Zrušen byl v roce 1960 papežem Janem XXIII.
Později Henri de Lubac, ve spolupráci s dalším jezuitou Jeanem Daniélouem, sepsal sérii Sources Chrétiennes (křesťanské zdroje). Jednalo se o kolekci dvojjazyčných kritických rozborů raně křesťanských textů a Církevních Otců. Toto dílo bylo revolucí jak pohledu na patristiku, tak církevní tradici. Jeho pionýrská studie Exégèse Médiévale znovu oživila zájem o duchovní exegezi Písma a dala hlavní popud k vývoji teologie, která oživila patristické metody.

## Druhý vatikánský koncil
V srpnu 1960 papež Jan XXIII. vybral de Lubaca jako konsultanta do přípravné teologické komise pro nadcházející Druhý vatikánský koncil. Poté se stal peritem (teologickým expertem) koncilu samotného a později byl papežem Pavlem VI. vybrán jako člen koncilové teologické komise. Ačkoliv jeho konkrétní příspěvky během koncilu je obtížné určit, jeho práce měly jistě vliv na koncilní a pokoncilní období, zejména v oblasti ekleziologie, kde bylo jeho zájmem chápat církev jako společenství všech lidí Božích než jen jako klérus.
Nicméně z výkladů a následků druhého Vaticana byl de Lubac zklamaný a chápal je jako neštěstí. Napsal několik prací vysvětlujících pravé učení koncilu a odsuzujících nekritický zmatek, který se, jak věřil, usadil v teologii. Z toho důvodu byl řazen (společně s například Hans Urs von Balthasarem) mezi reakcionáře a konzervativce.

## Pozdní léta
V roce 1969 jej papež Pavel VI., obdivovatel jeho díla, navrhoval na kardinála, ale de Lubac namítal s odkazem na podmínku papeže Jana XXIII. z roku 1962, že všichni kardinálové by měli být biskupy. Pavel VI., přesvědčený v úmyslu, aby kardinálem byl nějaký jezuitský teolog, tedy místo toho vybral de Lubacova mladšího kolegu Jeana Daniélou. Nicméně v roce 1983 nabídl de Lubacovi opět místo kardinála Jan Pavel II. Tentokrát byl taktéž udělen dispens od povinnosti být vysvěcen na biskupa. V roce 1987 de Lubac nabídku přijal. V době své smrti, 4. září 1991, byl nejstarším žijícím kardinálem.

## Odkaz
De Lubacova teologie byla založena na „návratu k pramenům“ křesťanské víry. Vycházel zejména z učení církevních Otců a tradice církve.
Spásu chápal jako kolektivní skutečnost, nikoliv jen záležitost jednotlivce.
Byl přítelem Hans Urs von Balthasara a Josepha Raztingera (pozdějšího papeže Benedikta XVI.), s kterými v roce 1972 založil teologický žurnál Communio, který je dodnes vydáván v 15 jazycích.
Pozdéji ho Benedikt XVI. cituje ve své encyklice Spe salvi, kde mluví o chápání spásy jako kolektivní skutečnosti.

## Dílo
- Blondel et Teilhard de Chardin. Correspondance commentée 1930
- Catholicisme: les aspects sociaux du dogme, 1938
  - (česky) Katolicismus : společenská hlediska dogmatu, Kostelní Vydří, Karmelitánské nakladatelství 1995, překlad Marie Terezie Brichtová, ISBN 80-7192-017-7.
- Corpus Mysticum: L'Eucharistie et l’Église au moyen âge, étude historique, Aubier-Montaigne, 1944
- Le Drame de l'humanisme athée, Spes, 1944. Reedice: Cerf, 1998. Jedno z hlavní de Lubacových děl, napsané v letech 1942 a 1943 během 2. světové války.
- Proudhon et le christianisme, Seuil, 1945
- Surnaturel. Études historiques, Aubier-Montaigne, 1946
- Le Fondement théologique des missions, Seuil, 1946
- Aspects du bouddhisme, Seuil, 1951
- La Rencontre du bouddhisme et de l'Occident, Aubier-Montaigne, 1952
- Méditation sur l'Église, Seuil, 1953.
  - (česky) Meditace o církvi, Kostelní Vydří, Karmelitánské nakladatelství 2010, překlad Tomáš Parma, ISBN 978-80-7195-120-9.
- Exégèse médiévale. Les quatre sens de l'écriture, Aubier-Montaigne, 1959, 1961, 1964, Cerf, 1993
- Augustinisme et théologie moderne, Aubier-Montaigne, 1965
- Paradoxe et Mystère de l'Église, Aubier-Montaigne, 1967
- Teilhard et notre temps, Aubier-Montaigne, 1968
- L'Église dans la crise actuelle, Cerf, 1969
- La Postérité spirituelle de Joachim de Flore, Lethielleux, 1979 et 1981
- Recherches dans la foi. Trois études sur Origène, saint Anselme et la philosophie chrétienne, Beauchesne, 1979
- La Révélation divine, Cerf, 1983
- Entretien autour de Vatican II. Souvenirs et réflexions, Cerf, 1985
- Résistance chrétienne à l'antisémitisme. Souvenirs (1940–1944), Fayard, 1988
- Théologie dans l'histoire, Desclée de Brouwer, 2 volumes, 1990
- Histoire et Esprit : L'Intelligence de l'Écriture d'après Origène, Cerf, 2002, ISBN 2-204-06761-X

### Oeuvres complètes
Od roku 1998 vychází v nakladatelství Cerf sebrané de Lubacovy spisy (Oeuvres complètes), rozvržené do 50 svazků. Jejích vydavatelem je Association Internationale Cardinal Henri de Lubac, celek vychází podle programu, který načrtl sám de Lubac roku 1978 pro italské vydání svých sebraných spisů. Soubor je rozdělen do 12 sekcí:
- 1. Člověk před Bohem
- 2. Křesťanská víra
- 3. Církev
- 4. Nadpřirozeno
- 5. Písmo a eucharistie
- 6. Buddhismus
- 7. Teilhard de Chardin
- 8. Monografie
- 9. Různé
- 10. Korespondence
- 11. Posmrtná díla
- 12. Bibliografie

K souborným spisům je volně připojena řada Études lubaciennes.